# 藤木俊一
藤木 俊一（ふじき しゅんいち、1964年 - ）は、日本の政治活動家。
国連認定NGO国際キャリア支援協会 ディレクター。国際歴史論戦研究所 上席研究員。テキサス親父日本事務局 事務局長。グローバル教育研究所 アドバイザー。ベルテックインターナショナル株式会社 代表取締役。慰安婦の真実国民運動 幹事。ワールド・オヤジ・サテライト 司会者。

## 来歴
1992年に現在のベルテックインターナショナル株式会社の前身である有限会社ベルテック・トレーディングを創立し代表取締役となり、2000年に組織変更を行い、現在のベルテックインターナショナル株式会社の代表取締役となる。同社は高級オーディオや自動車用GTパーツなどを製造し、国内のカー用品店や世界40か国にある代理店に向けて輸出を行っていた。
2007年あたりから仕事の合間に米国テキサス州在住のトニー・マラーノのYouTubeに投稿されている動画に日本語字幕を付けて公開を始める。藤木によれば、反捕鯨団体シー・シェパード関連の動画を翻訳したのが始まりだとのこと。
2011年3月にテキサス親父の日本での講演会を開催するために2010年にテキサス親父日本事務局を設立し準備を行っていたが、ちょうどその頃に東日本大震災が発生したために、予定されていた講演会を5月に延期し、テキサス親父の日本での初めての講演会を東京と大阪で開催した。その後、2017年までテキサス親父の日本講演会を毎年行う。2017年には、北海道から沖縄までの9か所での講演会を行い、藤木自身は司会と通訳として関わる。
2014年に「慰安婦の真実」国民運動の国連調査団が結成され、その調査員に選任されて国際連合の実態調査を行う。目的は、国連において「慰安婦＝性奴隷」とされた経緯の調査であったが、藤木によれば、慰安婦問題のみならず、様々な日本を貶める問題が日本の左派や中国、韓国、北朝鮮から国連に出されているのを知り、その後、現在まで毎年3回から6回、30年以上にわたるビジネスで蓄積してきた蓄えを切り崩しながら、国連の会合に参加しそれらの勢力へのカウンター活動を行っている。藤木によれば、自らが国際的な信用を得て国際舞台でビジネスを行う事が出来たのは、先人達が築き上げた国際的な信用のおかげであり、その信用を後世の日本人が享受できるようにするためと語っている。
2014年より、これらの国際連合や国際情勢を中心に時事問題などを中心に取り上げる「テキサス親父日本事務局ワールド・オヤジ・サテライト」という番組を毎週金曜日の午後10時よりYouTubeライブにて行っている。一方的な配信者による語りではなく、視聴者との意見交換、コミュニケーションもこの番組の特徴である。藤木の情報は、マスコミでは取り上げられない情報もが多いが、日本を貶める勢力に関する詳細なものが多く、日本の保守系言論人らの情報源となっていることが多い。
2011年に米国と日本の友好に大きく寄与し、東日本大震災の被災者への義援金、支援物資などの供給を積極的に行ったとして、同年、ケンタッキー・カーネルであるリチャード・ハンター大佐らの推薦を受け、ケンタッキー州による厳格なバックグラウンド・チェックを受けてケンタッキー州知事より、ケンタッキー名誉大佐
2013年にアメリカ合衆国オクラホマ州竜巻の被害者への義援金として集めた約600万円をケンタッキー・カーネルズ名誉会に寄贈した。
ネット世界あるいは保守論壇で「テキサス親父」のあだ名で知られる米国在住のイタリア系米国人の作家・評論家であるトニー・マラーノの日本事務局長を名乗る。その他、やはり同種の主張で知られる漫画家はすみとしことの交流でも知られる。
2019年公開の慰安婦問題を扱ったドキュメンタリー映画『主戦場』に出演した。
2020年には『我、国連でかく戦へり』を出版。これまでに自らが国際連合などで奮闘してきた詳細の記録が述べられている。
著書にはこのほかに共同執筆者として『国連が世界に広めた「慰安婦=性奴隷」の嘘―ジュネーブ国連派遣団報告』の中で、慰安婦を「性奴隷」国連を利用して言い換えた元弁護士である戸塚悦郎との会話の文字起こしが掲載されている。その他、産経新聞社発行の月刊誌『正論』、ワック出版の『月刊Will』その他にも保守系の国際派言論人として多く寄稿している。
産経新聞社が発行する夕刊フジ（2025年3月より休刊）のテキサス親父の連載である「痛快！テキサス親父」の翻訳や編集も手がける。